# Shades of Bud Powell
Shades of Bud Powell ist ein Jazzalbum des Herb Robertson Brass Ensemble. Die im Januar und Februar 1988 in den RPM Sound Studios, New York City, entstandenen Aufnahmen erschienen 1988 auf JMT.

## Hintergrund
Der Trompeter Herb Robertson versammelte für sein der Musik von Bud Powell gewidmeten Projekt Shades of Bud Powell in seinem Brass Ensemble weitere Blechbläser, den Trompeter Brian Lynch, den Posaunisten Robin Eubanks, den Hornisten Vincent Chancey und den Tubisten Bob Stewart; hinzu kam als Schlagzeuger Joey Baron.

## Titelliste
- The Herb Robertso Brass Ensemble: Shades of Bud Powell (JMT 834 420-2)[1]
  1. Un Poco Loco, 5:34
  2. I’ll Keep Loving You, 6:51
  3. Hallucinations, 9:37
  4. Glass Enclosure, 5:25
  5. The Fruit, 4:26
  6. Shades of Bud (Herb Robertson), 12:29
- Wenn nicht anders vermerkt, stammen die Kompositionen von Bud Powell.

## Rezeption
Michael G. Nastos verlieh dem Album in AllMusic vier Sterne und schrieb, dies seien außergewöhnliche Sessions dieses Trompeters und seines All-Star-Sextetts mit einem reinen Bud-Powell-Programm, kreativ arrangiert. Es sei auf unbeschreibliche Weise ausgezeichnet.
Bud Powell für ein Blechbläserensemble zu arrangieren sei eine geniale Idee gewesen, die hervorragend funktionierte und eine von Robertsons besten aufgenommenen Darbietungen hervorbrachte, meinten Richard Cook und Brian Morton, die in ihrem The Penguin Guide to Jazz das Album mit der Höchstbewertung auszeichneten. Sein Spielniveau sei hier fast unheimlich, wenn er sein Instrument bei Un Poco Loco, Hallucinations und anderen zum Singen bringe. Hervorragende Unterstützung würde es auch von Robin Eubanks, Brian Lynch und Bob Stewart geben.